# Pelagohydra mirabilis
Pelagohydra mirabilis is een hydroïdpoliep uit de familie Margelopsidae. De poliep komt uit het geslacht Pelagohydra. Pelagohydra mirabilis werd in 1902 voor het eerst wetenschappelijk beschreven door Dendy. 